# Poxindeje de Morelos
Poxindeje de Morelos är en ort i Mexiko.   Den ligger i kommunen San Salvador och delstaten Hidalgo, i den sydöstra delen av landet, 90 km norr om huvudstaden Mexico City. Poxindeje de Morelos ligger 1 968 meter över havet och antalet invånare är 970.
Terrängen runt Poxindeje de Morelos är platt åt nordost, men åt sydväst är den kuperad. Runt Poxindeje de Morelos är det ganska tätbefolkat, med 120 invånare per kvadratkilometer. Närmaste större samhälle är San Salvador, 2,7 km nordväst om Poxindeje de Morelos. Omgivningarna runt Poxindeje de Morelos är en mosaik av jordbruksmark och naturlig växtlighet.